# همایش بین‌المللی بررسی هولوکاست: چشم‌انداز جهانی
همایش بین‌المللی بررسی هولوکاست: چشم‌انداز جهانی (به انگلیسی: International Conference On Review of the Holocaust: Global Vision) همایشی بین‌المللی بود که در تهران در ۲۰–۲۱ آذر ۱۳۸۵ برگزار گردید. این همایش به «همایش هولوکاست تهران» مشهور گشت.
میزبان این گردهمایی دفتر مطالعات سیاسی و بین‌المللی بود. برگزارکنندگان این همایش، هدف از برگزاری این همایش را ایجاد فضایی آزاد برای پژوهش و کشف حقیقت در پیرامون هولوکاست عنوان کردند.

## ریشه آغازین
در پی تشکیک در حادثه هولوکاست و چگونگی و تعداد کشته شدن در این حادثه توسط محمود احمدی‌نژاد با طرح سؤالی پیرامون مرگ شش میلیون نفر موسوم به هولوکاست در اردوگاه‌های مرگ آلمان نازی توسط رئیس‌جمهور ایران، همایشی با شرکت ۶۷ پژوهشگر مخالف با نظریه‌های رایج در مورد حادثه هولوکاست از جمله رهبران کوکلاس کلان‌ها از آمریکا و برخی یهودیان از کشورهای مختلف از تاریخ ۲۰ و ۲۱ آذرماه در تهران برگزار شد.

## واکنش‌های جهانی
اولین واکنش‌های کشورهای غربی به این همایش بسیار تند بود؛ به‌طوری‌که یک سازمان یهودی حکم «جلب بین‌المللی برای احمدی‌نژاد» را به خاطر سخنانش خواستار شد.
- سخنگوی سازمان ملل متحد اعلام کرد که دبیرکل سازمان ملل از شنیدن این واقعه «سخت حیرت‌زده» شده[۴] و آن را غیرقابل قبول خوانده‌است.[۵]
- وزارت امور خارجه آلمان نیز با احضار نماینده جمهوری اسلامی ایران در آلمان، به برگزاری همایش هولوکاست در تهران شدیداً اعتراض کرد.[۴]
- اسرائیل وقوع همایش را یک پدیده مریض خواند و آن را نشان از تنفر ایران از اسرائیل دانست.[۶][۷]
- سخنگوی وزارت امور خارجه آمریکا این همایش را «رسوایی تازه رژیم تهران» خواند و گفت «انکار مرگ شش میلیون نفر، شگفت‌انگیز و شرم‌آور است».[۴][۸]
- دولت فرانسه همایش را محکوم کرد.
- تونی بلر، نخست‌وزیر سابق بریتانیا با انتقاد از برگزاری همایش موسوم به هولوکاست در تهران، آن را «باورناپذیر» و «همایشی نژادپرستانه» خواند.[۹] وی گفت: دیگر دلیلی برای افراطی بودن ایران می‌خواهید؟[۱۰]
- بلژیک بیانات تحریفی ایران را محکوم کرد.[۱۱]
- کانادا همایش را تنفرآمیز و توهینی به بازماندگان هولوکاست خواند و اعلام کرد که ما قبلاً هم گفته‌های احمدی‌نژاد را محکوم کرده‌ایم.[۱۲]
- روسیه تحریف تاریخ توسط ایران را بشدت غیرقابل قبول اعلام کرد.[۱۳]
- دولت سوئیس همایش را محکوم، انکار هولوکاست را غیرقابل قبول و هولوکاست را یک واقعه تاریخی خواند.[۱۴]
- دولت لهستان مراتب انزجار خود را از همایش رسماً اعلام نمود.[۱۵]
- دولت مکزیک همایش را مردود شمرد.[۱۶]
- واتیکان همایش را محکوم کرد.

### واکنش یهودیان ایران
موریس معتمد از برگزاری همایش ابراز ناخرسندی کرده و آن را وسیله‌ای برای تبلیغ منفی از ایران در جهان عنوان کرد. نماینده یهودیان در مجلس برگزاری چنین همایش‌هایی را توهینی به یهودیان دانست و اظهار داشت که این نوع گردهمایی‌ها ممکن است باعث موج دیگری از مهاجرت یهودیان از ایران شود. هارون یشایایی رئیس انجمن کلیمیان ایران نیز از نفی نسل‌کشی یهودیان در نامه‌ای به رئیس‌جمهور ایران به شدت انتقاد کرد.
این در حالیست که برخی دانشجویان ایرانی در اعتراضاتی به محمود احمدی‌نژاد به دلیل برگزاری این همایش، این گردهمایی را شرم‌آور خواندند.

### واکنش مجمع جهانی سازمان ملل
در پی برگزاری این همایش، در ژانویه ۲۰۰۷، در جلسهٔ مجمع عمومی سازمان ملل متحد، این سازمان در بیانیه‌ای انکار هولوکاست را محکوم کرد. ایران تنها کشوری بود که از بیانیه سازمان ملل حمایت نکرد.

## شرکت‌کنندگان برجسته
دیوید دوک، رهبر برجسته نازی‌های آمریکا، از شرکت‌کنندگان مدعو این همایش بود. او از سوی محمود احمدی‌نژاد رئیس‌جمهور ایران بدین همایش دعوت شده بود و در این باره گفته‌است که «محمود احمدی‌نژاد مرد دلیری است که دربارهٔ این موضوع سخن می‌گوید».